# Sioux Ghost Dance
Sioux Ghost Dance è un cortometraggio muto in bianco e nero del 1894, diretto da William K.L. Dickson. È preservato alla Library of Congress.
È una delle prime pellicole della storia a essere prodotta negli Stati Uniti, la prima che si conosca a ritrarre dei nativi americani impegnati in una danza della propria tradizione, la danza degli spiriti (Ghost Dance). Gli interpreti (otto uomini e due bambini nei vestiti tradizionali) sono descritti dalla pubblicità dell'epoca come autentici membri di tribù indiana. Appartenevano alla troupe itinerante di Buffalo Bill.
Il cinema fin dalle origini fu attratto dal documentare quel variegato mondo di piccoli e grandi spettacoli di strada, allora popolari sia in Europa che negli Stati Uniti.
Nonostante che le danze siano state eseguita al di fuori del loro contesto religioso originario per il solo fine di soddisfare la curiosità degli spettatori, questi filmati rimangono un documento di eccezionale importanza etnografica.

## Trama
Un gruppo di nativi americani, tra cui due bambini, sono impegnati in una danza tradizionale.

## Produzione
Il film fu prodotto dalla Edison Manufacturing Company.
Fu girato il 24 settembre 1894 negli studi della Edison in West Orange (New Jersey), assieme ad un altro breve filmato che mostrava una Buffalo Dance.

## Distribuzione
Il film, distribuito dalla Edison Manufacturing Company, fu reso pubblico il 24 settembre 1894.